# Pantakan Kasemkulwirai
Pantakan Kasemkulwirai (thailändisch พันธกานต์ เกษมกุลวิไล, * 13. August 1997), auch als Pu bekannt, ist ein thailändischer Fußballspieler.

## Karriere
Pantakan Kasemkulwirai stand bis Saisonende 2021/22 beim Singha Golden Bells Kanchanaburi FC unter Vertrag. Mit dem Verein aus Kanchanaburi spielte er in der dritten Liga. Hier spielte der Klub in der Western Region. Nach der Saison wurde sein Vertrag aufgelöst. Von Mai 2022 bis Mitte Januar 2023 war er vertrags- und vereinslos. Am 13. Januar 2023 nahm ihn der Erstligist Lampang FC unter Vertrag. Sein Erstligadebüt für den Verein aus Lampang gab Pantakan Kasemkulwirai am 28. Januar 2023 (17. Spieltag) im Auswärtsspiel gegen Bangkok United. Bei der 1:0-Niederlage wurde er in der 90.+1 Minute für Anisong Chareantham eingewechselt. Nach einer Saison Erstklassigkeit musste er mit Lampang am Ende der Saison als Tabellenletzter wieder den Weg in die zweite Liga antreten. Für Lampang bestritt er drei Erstligaspiele. Nach dem Abstieg verließ er Lampang und schloss sich im Juli 2023 dem Zweitligisten Samut Prakan City FC an. Für den Verein aus Samut Prakan bestritt er 25 Ligaspiele. Nach einer Spielzeit wechselte er im August 2024 zum Ligakonkurrenten Ayutthaya United FC. Am Ende der Saison 2024/25 feierte er mit Ayutthaya die Vizemeisterschaft der zweiten Liga sowie den Aufstieg in die erste Liga.

## Erfolge
Ayutthaya United FC
- Thailändischer Zweitligavizemeister: 2024/25  ▲